# Plautia Urgulanilla
Plautia Urgulanilla var Claudius första hustru och av etruskisk börd. Hon var dotter till Marcus Plautius Silvanus som var general och konsul år 2 f.Kr. Namnet Urgulanilla fick hon från sin mormor, Urgulania, som var nära vän med kejsarinnan Livia. De gifte sig någon gång under år 9 e.Kr. när Claudius var 18 år gammal. Enligt Suetonius skildes de år 24 på grund av otrohet från Plautias sida och misstankar om att hon var inblandad i mordet på sin svägerska Apronia.
Hon fick en son med Claudius, Claudius Drusus, som trolovades med Sejanus dotter och som dog som ung. Hon födde också en dotter, Claudia, som föddes några månader efter skilsmässan från Claudius. Det var allmänt känt att Claudia egentligen var dotter till en frigiven slav vid namn Boter. Claudius erkände inte flickan och lade henne på tröskeln till Plautias hus. Detta till trots gjorde Claudius en av hennes bröder till patricier sedan han blivit kejsare. En adopterad brorson till henne blev konsul år 45.

### Övriga källor
- "Caesarernas liv" av Suetonius
- "Nero: The end of a Dynasty" av Miriam Tamara Griffin
- "Claudius liv" av Suetonius